# 홀덤킹 : 에어라인
홀덤킹 : 에어라인은 한국에서 제작된 황상원 감독의 2022년 액션, 범죄, 드라마 영화이다. 2022년 6월 2일 '청소년 관람불가' 등급으로 대한민국에서 개봉하였다.